# The Miracle (album)
The Miracle is een album van de Britse rockband Queen.
Dit album is het dertiende studio-album van Queen. Het album verscheen na een pauze van drie jaar in 1989. Het vorige studio-album was A Kind Of Magic uit 1986. The Miracle is een gevarieerd album met rocknummers zoals I Want It All en Breakthru, afgewisseld met de rustige ballads Rain Must Fall en My Baby Does Me. De opvallende albumhoes, waarop de hoofden van de bandleden aan elkaar gesmeed zijn, werd ontworpen door Richard Gray.
Ten tijde van het opnemen van dit album vertelde Freddie Mercury de overige leden dat hij leed aan aids. De band dacht dat dit album het laatste album zou zijn. Brian May leed, wegens privéomstandigheden, aan depressies tijdens de opnames. De titel “The Miracle” is een verwijzing naar het moeizame opnameproces, wegens de ziekte van Mercury en de depressies van May. Na het uitbrengen van het album volgde er voor het eerst geen tour. Volgens Mercury was dit omdat ze te oud waren om nog een keer te toeren (vrij opmerkelijk, John Deacon was in 1989 nog maar 38 jaar), maar de werkelijke reden was dat Freddie al met zijn gezondheid kwakkelde.
Het album bereikte de nummer 1 in het Verenigd Koninkrijk, Oostenrijk, Duitsland, Nederland en Zwitserland.

## Tracklist
| Nr. | Titel                             | Duur |
| --- | --------------------------------- | ---- |
| 1.  | Party (Deacon, May, Mercury)      | 2:24 |
| 2.  | Khashoggi's Ship (Mercury, Queen) | 2:47 |
| 3.  | The Miracle (Mercury, Queen)      | 5:02 |
| 4.  | I Want It All (May)               | 4:40 |
| 5.  | The Invisible Man (Taylor)        | 3:55 |

| Nr. | Titel                             | Duur |
| --- | --------------------------------- | ---- |
| 1.  | Breakthru (Mercury, Taylor)       | 4:07 |
| 2.  | Rain Must Fall (Deacon, Mercury)  | 4:20 |
| 3.  | Scandal (May)                     | 4:42 |
| 4.  | My Baby Does Me (Deacon, Mercury) | 3:22 |
| 5.  | Was It All Worth It (Mercury)     | 5:45 |

## Tracks

### Party
Het lied "Party" is ontstaan toen Brian May, Freddie Mercury en John Deacon op een avond aan het jammen waren. Mercury zat achter de piano, en begon het lied met de woorden: "We had a good night". May, Mercury en Deacon besloten het lied verder af te maken en uit te werken. Party is nooit op single verschenen.

### Khashoggi's Ship

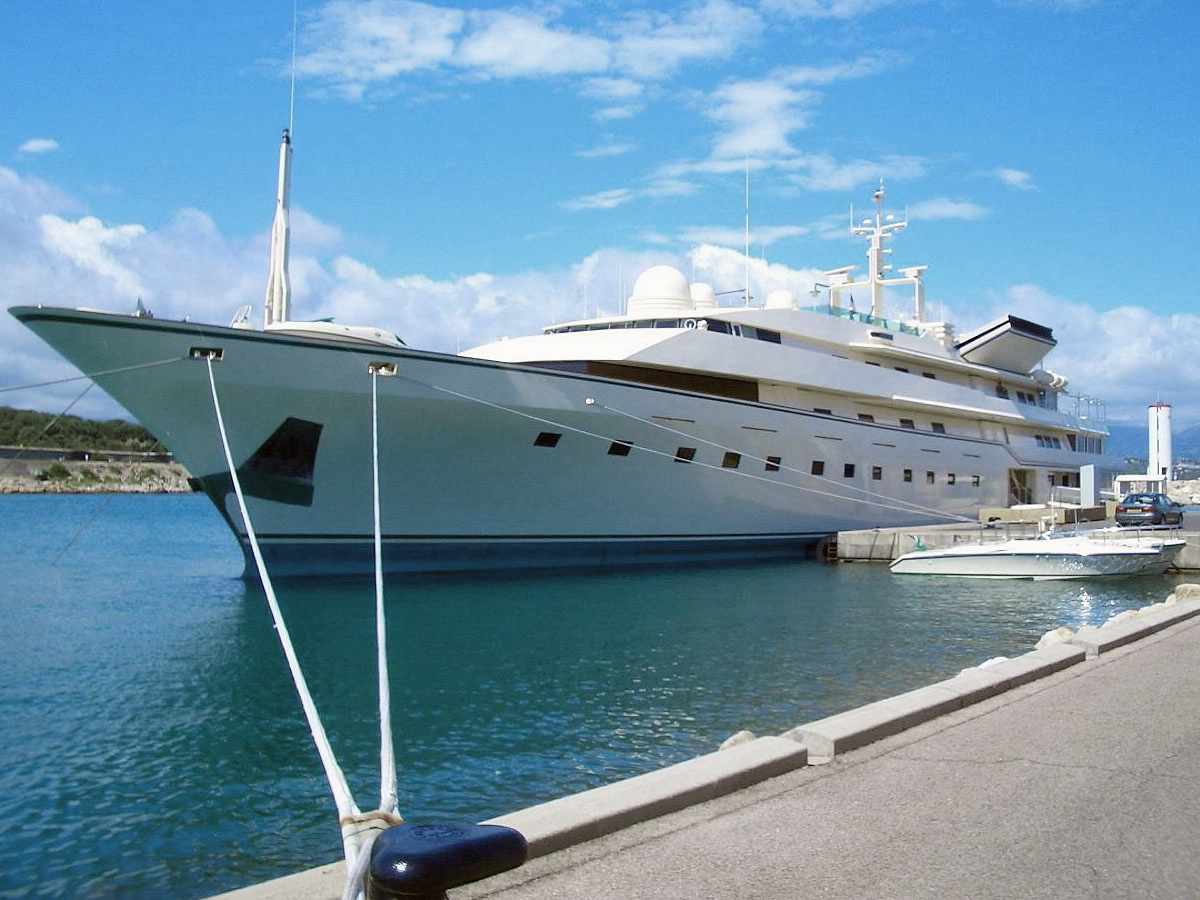
Het jacht van Adnan Khashoggi waar het lied naar werd vernoemd

"Khashoggi's Ship" is voornamelijk door Mercury geschreven, maar uiteindelijk hebben de andere bandleden meegewerkt aan de tekst. De tekst gaat over de wapenhandelaar Adnan Khashoggi, en het schip dat hij in die tijd bezat.

### The Miracle
"The Miracle" was volgens Mercury "een van zijn (qua tekst) moeilijkste liederen uit de laatste jaren". Het lied is een van de favorieten van Brian May. De hele band heeft meegewerkt aan de tekst, en Mercury speelde op de piano, alsmede de synthesizer (een Korg M1) "The Miracle" werd onder andere gebruikt in reclamespotjes van het WNF.
Zie ook volledige artikel: The Miracle (lied).

### I Want It All
"I Want It All" is geschreven en gecomponeerd door Brian May. Zijn ideeën over om hele liederen over dezelfde akkoordprogressie the schrijven, leefde voort in dit nummer, alsmede in het lied "The Show Must Go On".
Zie ook volledige artikel: I Want It All.

### The Invisible Man
"The Invisible Man" is het eerste nummer van Roger Taylor op dit album. De tekst kwam in hem op toen hij een boek aan het lezen was, en de beat voor dit nummer in zijn hoofd kreeg. In de tekst zijn de namen van de vier bandleden "verstopt".
Zie ook volledige artikel: The Invisible Man.

### Breakthru
"Breakthru" is een mix van 2 nummers: "A New Life is Born' van Freddie Mercury, en "Breakthru' van Roger Taylor. Het lied begint met het deel geschreven door Mercury, die een beetje op een opera lijkt, ineens gevolgd door het up-tempo van Taylor.
Zie ook volledige artikel: Breakthru.

### Rain Must Fall
"Rain Must Fall" is gecomponeerd en geschreven door Deacon (muziek) en Mercury (tekst). Taylor heeft voor dit nummer veel Latino muziek opgenomen, maar werd weggelaten om ruimte te maken voor gitaar solo's en vocale harmonie.

### Scandal
"Scandal" is geschreven naar aanleiding van de sterker geworden geruchten dat Mercury aan aids leed, alsmede de relatie tussen May en actrice Anita Dobson. Taylor was niet gecharmeerd van dit nummer.
Zie ook volledige artikel: Scandal.

### My Baby Does Me
"My Baby Does Me" is nog een samenwerking tussen Deacon en Mercury. Ze hadden allebei het idee om het album af the sluiten met een wat rustiger nummer.

### Was It All Worth It
"Was It All Worth It" is gecomponeerd door Freddie Mercury. Het lied is gemaakt in de sound die Queen in zijn beginjaren veelal gebruikte. Het bevat stevige gitaren, maar ook een instrumentaal stuk dat veel weg heeft van klassieke muziek. John Deacon zei later dat dit zijn favoriete nummer is op het hele album. In "Was It All Worth It" zingt Freddie Mercury dat hij zich afvraagt of alles wat hij tijdens zijn leven gedaan heeft wel de moeite waard is ("Living really rock-'n'-roll, a godforsaken life"), om aan het eind van het nummer met een volmondige ja te antwoorden ("Yes, it was a worthwhile experience!").

## Bonustracks
- "Stealin" - De B-Kant van het op single uitgebrachte lied "Breakthru".
- "Hijack My Heart" - De B-Kant van het op single uitgebrachte lied "The Invisible Man".
- "My Life Has Been Saved" - De B-Kant van het op single uitgebrachte lied "Scandal".
- "Hang On In There" - De B-Kant van het op single uitgebrachte lied "I Want It All".
- "Chinese Torture" - Instrumentale bonustrack op de meeste cd-releases van het album.

## Hitlijsten
| Land             | Hitlijst        | Hitlijst     | Verkopen     | Verkopen |
|                  | Hoogste positie | Aantal weken | Certificatie | Verkopen |
| ---------------- | --------------- | ------------ | ------------ | -------- |
| Oostenrijk       | 1               | 24           | Goud         | 25.000   |
| Finland          | 1               |              |              | 45.000   |
| Duitsland        | 1               |              | Platina      | 700.000  |
| Ierland          | 1               |              | Platina      |          |
| Nederland        | 1               |              | Platina      | 100.000  |
| Zwitserland      | 1               | 22           | Platina      | 50.000   |
| VK               | 1               | 37           | Platina      | 600.000  |
| Noorwegen        | 2               | 17           |              |          |
| Italië           | 3               |              | 3x Platina   | 350.000  |
| Portugal         | 4               |              | Goud         | 20.000   |
| Spanje           | 4               |              | Platina      | 170.000  |
| Zweden           | 6               | 8            |              |          |
| Japan            | 23              |              |              |          |
| Verenigde Staten | 24              | 14           | Goud         | 500.000  |

## Personeel
Samengesteld uit interviews met de bandleden en de producer.
- Freddie Mercury: Piano, keyboard, synthesizer, zang;
- Roger Taylor (Queen): Drums, elektrische drums, synthesizer, zang, backing vocals;
- Brian May: Elektrische - en akoestische gitaar, synthesizer, zang, backing vocals;
- John Deacon: Basgitaar, elektrische gitaren, synthesizer, Backing Vocals (I Want It All).

## Trivia
- De oorspronkelijke naam voor het album was "The Invisible Man." Dit werd drie weken voor de release gewijzigd in "The Miracle."